# Little Rock Challenger 2022 - Doppio
Nicolás Barrientos e Ernesto Escobedo erano i detentori del titolo ma hanno scelto di non partecipare.
In finale Andrew Harris e Christian Harrison hanno sconfitto Robert Galloway e Max Schnur con il punteggio di 6-3, 6-4.

## Teste di serie
1. Robert Galloway /  Max Schnur (finale)
2. JC Aragone /  Adrián Menéndez Maceiras (primo turno)

1. Nicolás Mejía  /  Roberto Quiroz (quarti di finale)
2. Rinky Hijikata /  Reese Stalder (primo turno)

## Wildcard
1. Govind Nanda /  Keegan Smith (quarti di finale)

1. Strong Kirchheimer /  Donald Young (primo turno)

## Tabellone

### Legenda
| - Q = Qualificato - WC = Wild card - LL = Lucky loser | - ALT = Alternate - SE = Special Exempt - PR = Protected Ranking | - w/o = Walkover - r = Ritirato - d = Squalificato |

|  | Primo turno | Primo turno                    | Primo turno                    | Primo turno | Primo turno |  |  | Quarti di finale | Quarti di finale         | Quarti di finale         | Quarti di finale         | Quarti di finale         |   |      | Semifinali | Semifinali                 | Semifinali                 | Semifinali                       | Semifinali                       |   |   | Finale | Finale | Finale | Finale | Finale |  |
|  |             |                                |                                |             |             |  |  |                  |                          |                          |                          |                          |   |      |            |                            |                            |                                  |                                  |   |   |        |        |        |        |        |  |
|  | 1           | R Galloway M Schnur            | R Galloway M Schnur            | 7           | 6           |  |  |                  |                          |                          |                          |                          |   |      |            |                            |                            |                                  |                                  |   |   |        |        |        |        |        |  |
|  |             | A Çelikbilek E Kirkin          | A Çelikbilek E Kirkin          | 5           | 4           |  |  | 1                | R Galloway M Schnur      | 6                        | 3                        | [16]                     |   |      |            |                            |                            |                                  |                                  |   |   |        |        |        |        |        |  |
|  | WC          | G Nanda K Smith                | 7                              | 5           | [10]        |  |  | WC               | G Nanda K Smith          | 4                        | 6                        | [14]                     |   |      |            |                            |                            |                                  |                                  |   |   |        |        |        |        |        |  |
|  | WC          | S Kirchheimer D Young          | 5                              | 7           | [8]         |  |  |                  |                          |                          |                          |                          |   |      | 1          | R Galloway M Schnur        | R Galloway M Schnur        | 7                                | 7                                |   |   |        |        |        |        |        |  |
|  | 3           | N Mejía R Quiroz               | 6                              | 4           | [10]        |  |  |                  |                          |                          | Y-s Chung M Pervolarakis | Y-s Chung M Pervolarakis | 5 | 6(0) |            |                            |                            |                                  |                                  |   |   |        |        |        |        |        |  |
|  |             | S Fanselow D Sweeny            | 4                              | 6           | [6]         |  |  | 3                | N Mejía R Quiroz         | N Mejía R Quiroz         | 63                       | 4                        |   |      |            |                            |                            |                                  |                                  |   |   |        |        |        |        |        |  |
|  |             | Y-s Chung M Pervolarakis       | Y-s Chung M Pervolarakis       | 6           | 6           |  |  |                  | Y-s Chung M Pervolarakis | Y-s Chung M Pervolarakis | 7                        | 6                        |   |      |            |                            |                            |                                  |                                  |   |   |        |        |        |        |        |  |
|  |             | B Arias R Roelofse             | B Arias R Roelofse             | 1           | 4           |  |  |                  |                          |                          |                          |                          |   |      | 1          | Robert Galloway Max Schnur | Robert Galloway Max Schnur | 3                                | 4                                |   |   |        |        |        |        |        |  |
|  |             | H Moriya Z Zhang               | 3                              | 6           | [10]        |  |  |                  |                          |                          |                          |                          |   |      |            |                            | PR                         | Andrew Harris Christian Harrison | Andrew Harris Christian Harrison | 6 | 6 |        |        |        |        |        |  |
|  |             | N Álvarez G Villanueva         | 6                              | 2           | [5]         |  |  |                  | H Moriya Z Zhang         | 6                        | 1                        | [5]                      |   |      |            |                            |                            |                                  |                                  |   |   |        |        |        |        |        |  |
|  |             | K Uchida T-l Wu                | 3                              | 6           | [10]        |  |  |                  | K Uchida T-l Wu          | 4                        | 6                        | [10]                     |   |      |            |                            |                            |                                  |                                  |   |   |        |        |        |        |        |  |
|  | 4           | R Hijikata R Stalder           | 6                              | 1           | [8]         |  |  |                  |                          |                          |                          |                          |   |      |            | K Uchida T-l Wu            | K Uchida T-l Wu            | 4                                | 2                                |   |   |        |        |        |        |        |  |
|  | PR          | A Harris C Harrison            | A Harris C Harrison            | 6           | 7           |  |  |                  |                          | PR                       | A Harris C Harrison      | A Harris C Harrison      | 6 | 6    |            |                            |                            |                                  |                                  |   |   |        |        |        |        |        |  |
|  |             | M Jaziri D Yevseyev            | M Jaziri D Yevseyev            | 3           | 5           |  |  | PR               | A Harris C Harrison      | 6                        | 4                        | [10]                     |   |      |            |                            |                            |                                  |                                  |   |   |        |        |        |        |        |  |
|  |             | E Gómez A Kovacevic            | E Gómez A Kovacevic            | 6           | 6           |  |  |                  | E Gómez A Kovacevic      | 4                        | 6                        | [4]                      |   |      |            |                            |                            |                                  |                                  |   |   |        |        |        |        |        |  |
|  | 2           | JC Aragone A Menéndez Maceiras | JC Aragone A Menéndez Maceiras | 1           | 3           |  |  |                  |                          |                          |                          |                          |   |      |            |                            |                            |                                  |                                  |   |   |        |        |        |        |        |  |